# 長崎電気軌道150形電車
長崎電気軌道150形電車（ながさきでんききどう150がたでんしゃ）は、長崎電気軌道が1956年に箱根登山鉄道（現：小田急箱根）から譲り受けた路面電車車両である。
箱根登山鉄道小田原市内線の廃止に伴い余剰となったモハ20形を譲り受けた。本項では、箱根登山鉄道モハ20形電車についても記述する。

## 箱根登山鉄道モハ20形電車

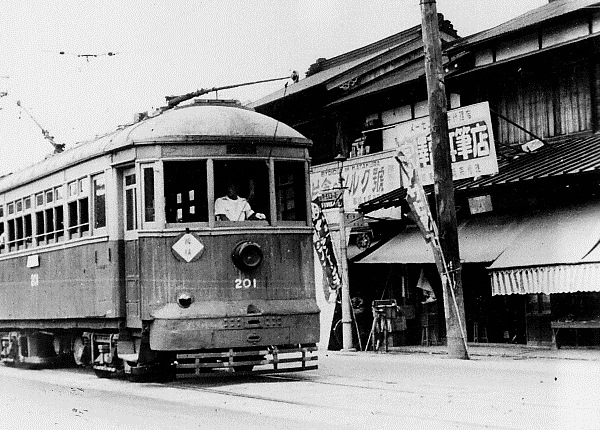
箱根登山鉄道モハ201。後述の長崎電気軌道151の写真とはスタイルが大きく異なっているが屋根形状は同一である

1952年、木造単車の代替として東京都交通局（東京都電車）から100形2両を譲り受け、すでに保有していたもと東急玉川線の25 - 27号とあわせてボギー車への統一を完了したのを機に形式と番号を改め、モハ20形201 - 205とした。東京都電からの譲受車は201・202となり、25 - 27は203 - 205に改番された。

### モハ201・202
1952年1月に東京都電の木造ボギー車100形101・102を譲り受けたもので、もとは1925年に製造された王子電気軌道の400形である。400形は401 - 410の10両が服部製作所と東京瓦斯電気で製造され、1942年に当時の東京市に買収された際に形式・番号が100形101 - 110と改められたが、このうち戦災に遭わずに残った102・109・110は戦後に101 - 103に改番された。101が服部製作所、102（旧109）が東京瓦斯電気の製造であり、この2両が箱根登山鉄道に移籍した。
車体は前面5枚窓、両端に扉を配し、扉間に戸袋を挟んで10枚の小さな窓が並ぶ11.8mの車体であった。のちに戸袋部にも窓を新設している。集電装置はトロリーポールであった。
台車は当初国産のボールドウィンタイプで車輪径762mmの高床式を装備、東京市電に買収後車輪径660mmのD-10に交換して低床化した。箱根登山鉄道入線時に東京都電芝浦工場でD-11に交換の上で改軌（1,372mm→1,435mm）し、塗装は在来の25 - 27と同様、ライトブルー地に窓周りが山吹色のツートンカラーとした。小田原市内線の廃線まで使用されたのち、長崎電気軌道に譲渡された。

### モハ203 - 205
戦後混乱期の1945年と1946年、運輸省の要請により東京急行電鉄（東急）玉川線のデハ20形25 - 27を供出したもの（東急デハ20形については当該記事を参照）。車体長さ13.8m、側面3扉の大形ボギー車である。箱根登山鉄道では25 - 27の番号のまま使用し、車籍上の形式は軌道線の電動客車を示す「キキ」を付してキキ20形とした。台車は国産のボールドウィンタイプで車輪径を710mmにして従来より低床化している。車体をライトブルー地に窓周りが山吹色のツートンカラーに塗り替えたほかはほぼ原形のまま使用開始している。
1952年、モハ201・202の使用開始と同時に記号を「キキ」から鉄道線と同じ「モハ」に改めモハ20形とし、番号は元都電の2両に続き203 - 205に改番した。3両とも小田原市内線の廃線まで使用されたのち、長崎電気軌道に譲渡された。

## 長崎電気軌道150形電車
小田原市内線の廃止に伴い余剰となったモハ20形は、1957年（昭和32年）2月に5両全車が長崎電気軌道に譲渡され同社の150形となった。
譲渡前に、小田原市内線の車庫内にて201・202は車体前後を、203 - 205は車体中央部を切断、2扉化のうえで切り継ぎ、車体長を11mに短縮すると同時に鋼板張り車体とした。203 - 205は二段屋根から丸屋根が突き出たような形状であったが、改造に伴い丸屋根に改められている。集電装置はビューゲルに変更された。これらの改造により外観は5両ともほぼ同形状となり、小田原市内線時代の面影は失われた。番号は小田原市内線の201 - 205からそのまま151 - 155と附番された。なお、台車は種車からそのまま流用されており、153 - 155は高床台車そのまま、151・152は低床台車であったものの高床であったことから、ドアのステップは両者ともバスと同様の三段式となった 。

### 長崎電軌入線後
長崎電軌では1957年（昭和32年）7月に運用を開始し、1961年（昭和36年）の360形の入線後は主にラッシュ時に運用されるようになった  。1969年（昭和44年）8月には、ホイッスルだった警笛をタイフォンに交換。1972年（昭和47年）には、台車の交換や、乗降口周辺の床面を下げてドアのステップを二段にするなどの低床化改造が実施された。その他、側窓のアルミサッシ化や、151・152の集電装置をZ型パンタグラフに取り換えるなどの改造が実施されている。
前述の通り、運用は主にラッシュ時等の多客時に限定された時期もあったが、低床化された昭和40年代後半から1976年（昭和51年）までは、ワンマン化が進んでいなかった1号系統と5号系統で昼間帯にも使用された。同系統のワンマン化完了後は朝ラッシュ時の7号系統(赤迫方面～石橋直通)に使用された。全車ワンマン化改造は施されず 、後に151・152は事業用に転用された。
1980年代に入ると、1200形や1300形といった冷房付きの新車の導入や老朽化により、151号（152を番号振替）を除く4両は順次廃車となった。唯一残った151号は動態保存車として残されることになり、1988年12月に箱根登山鉄道時代の塗色に復元され、内装も更新された。非冷房のツーマン車のため通常の営業運転には使用されていなかったが、毎年8月15日の精霊流し後の砂撒き電車や、イベント時に臨時運行されていた。
しかし、動態保存による維持管理が困難になったことから、2019年（平成31年）3月30日、同じく動態保存車であった700形701号および1050形1051号とともにさよならパレード運行を実施し、翌3月31日付で廃車となり、形式消滅した。
廃車後の151号については2020年（令和2年）2月21日、パンタグラフと内部の電気部品を除く車体部分の譲渡が発表された。その後、有志団体「小田原ゆかりの路面電車保存会」が本車ゆかりの地である神奈川県小田原市内での保存に向けたクラウドファンディングを実施。同年9月までに目標額500万円を達成し、最終的に844万5000円の支援金を集めてプロジェクトが成立し、同団体への譲渡が決定した。同年12月19日には小田原市内の「箱根口ガレージ 報徳広場」に運び込まれ、翌2021年（令和3年）3月12日から一般公開されている。

低床化前の152号 （1966年頃、赤迫停留所）
低床化前の153号 （1966年頃、赤迫停留所）
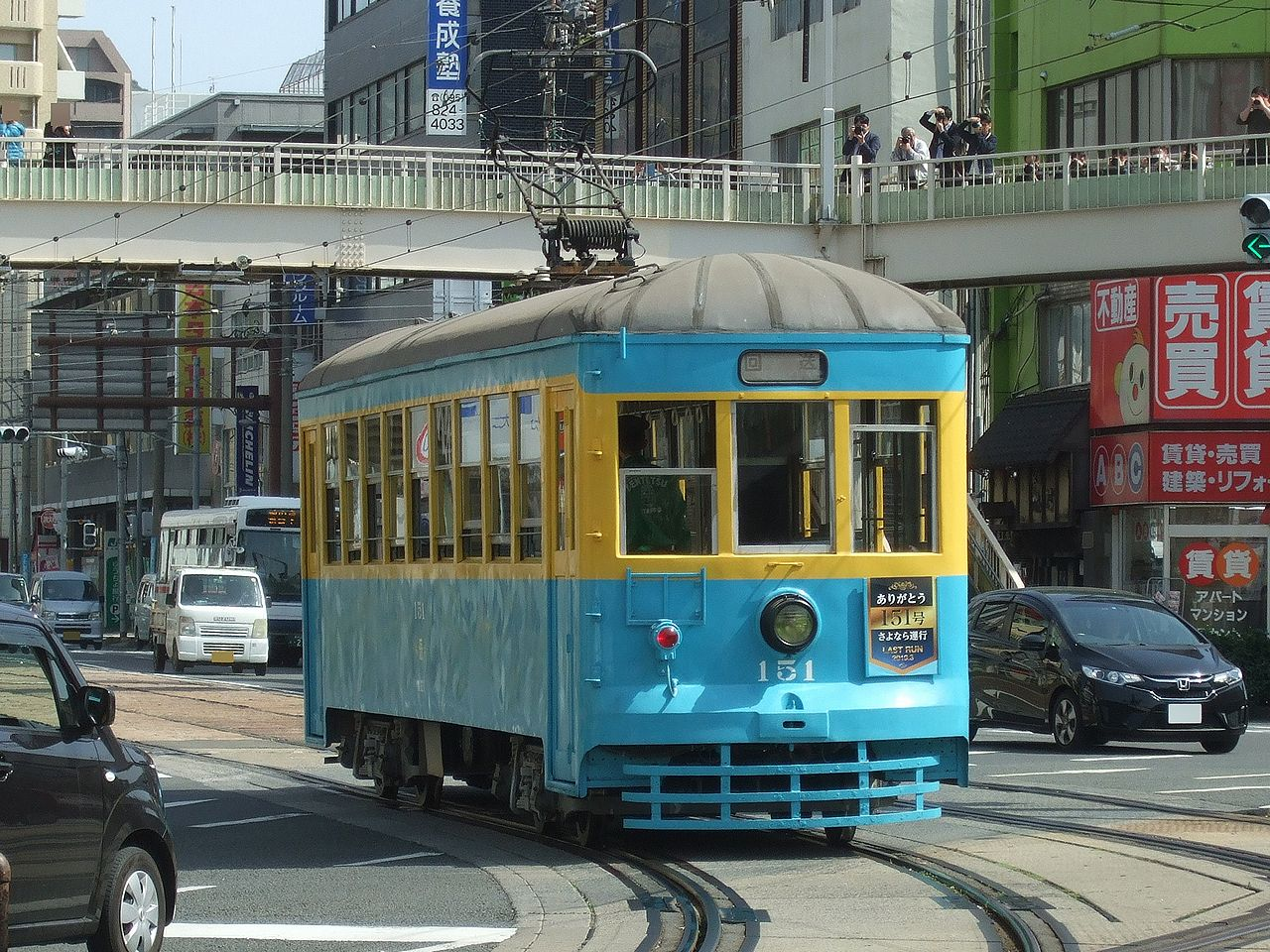
2019年3月のさよなら運転時の151号

| 箱根登山 車番 | 長崎電軌 車番 | 入籍年月日    | 低床化    | 除籍年月日     | 備考      |
| ------------- | ------------- | ------------- | --------- | -------------- | --------- |
| 201           | 151           | 1957年7月17日 | 1973年4月 | 1987年12月10日 |           |
| 202           | 152 →151      | 1957年7月17日 | 1973年4月 | 2019年3月31日  | 151に改番 |
| 203           | 153           | 1957年7月17日 | 1973年    | 1982年3月9日   |           |
| 204           | 154           | 1957年7月17日 | 1973年    | 1985年4月10日  |           |
| 205           | 155           | 1957年7月17日 | 1973年    | 1985年10月25日 |           |